# Tal-e Gerdū
Tal-e Gerdū (persiska: تل گردو, تَل گِردو) är en ort i Iran.   Den ligger i provinsen Hormozgan, i den sydöstra delen av landet, 1 000 km sydost om huvudstaden Teheran. Tal-e Gerdū ligger 782 meter över havet och antalet invånare är 338.
Terrängen runt Tal-e Gerdū är kuperad åt sydost, men åt nordväst är den bergig. Runt Tal-e Gerdū är det ganska glesbefolkat, med 50 invånare per kvadratkilometer. Närmaste större samhälle är Zākīn, 11,5 km väster om Tal-e Gerdū. Trakten runt Tal-e Gerdū är ofruktbar med lite eller ingen växtlighet.